# Pixel 9

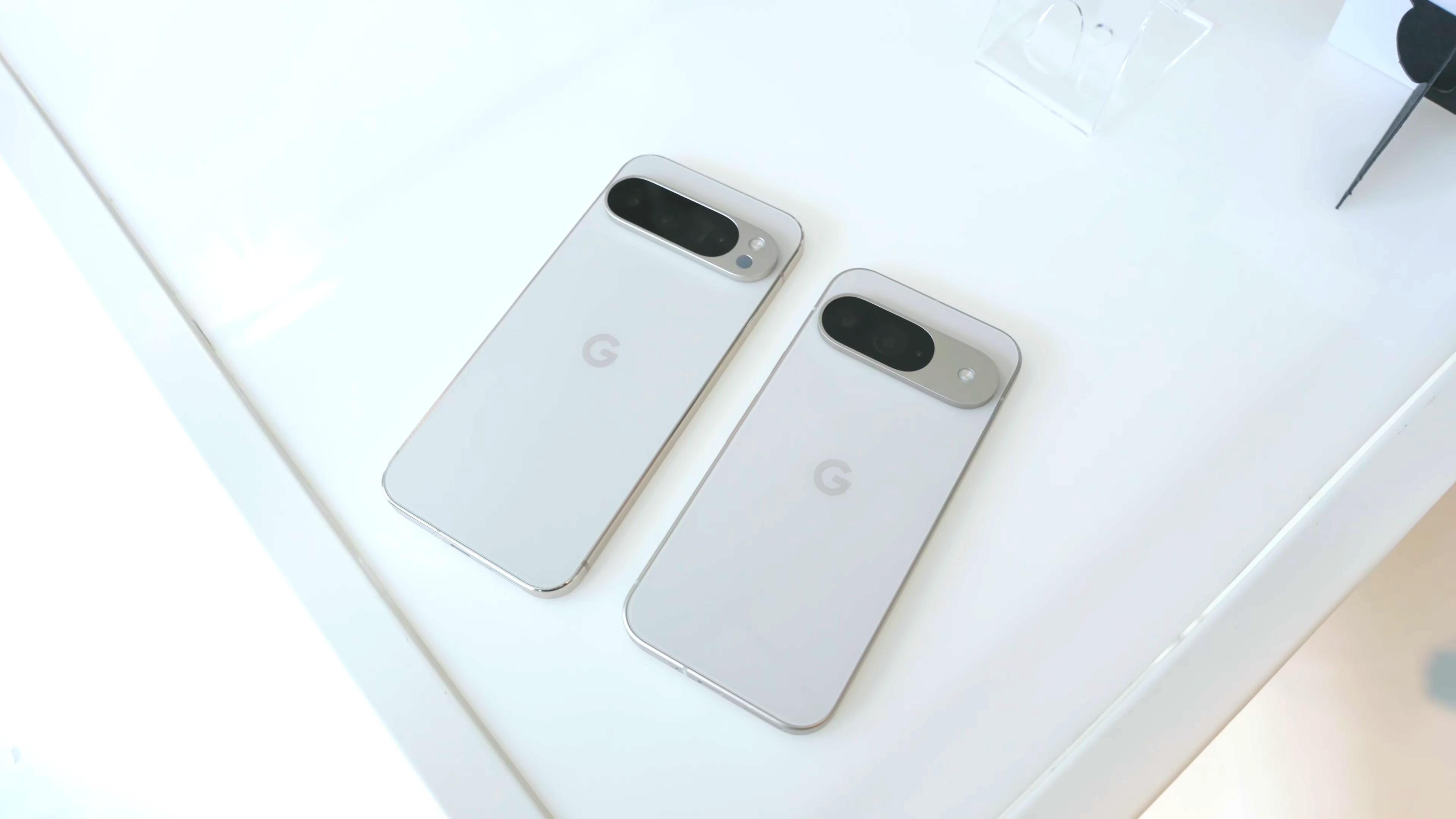
Pixel 9（右）和 Pixel 9 Pro XL（左），均为“陶瓷米”色

Pixel 9、Pixel 9 Pro及Pixel 9 Pro XL是由Google发布的Android智能手机，谷歌设计、开发和销售的一组安卓智能手机，属于谷歌Pixel产品线的一部分。它们是Pixel 8和Pixel 8 Pro的后续机型。这两款手机采用重新设计的外观，搭载第四代谷歌Tensor處理器，並搭配了Gemini人工智能功能。
Pixel 9、Pixel 9 Pro 和 Pixel 9 Pro XL于2024年8月13日在一年一度的Made by Google活动上正式发布，并于8月22日和9月4日在美国開售。

## 歷史
美国联邦通信委员会于2024年7月批准了Pixel 9系列，而谷歌也在8月13日發佈了此系列的機型。然而，多位观察人士指出，此次发布会在蘋果舉行年度新款iPhone发布会之前举行，时间异常之早。分析人士认为，谷歌正试图“超越 ”其长期竞争对手蘋果，展示其人工智能实力。
三款手机在同一天开始開發预购。Pixel 9和Pixel 9 Pro XL于8月22日发售，而Pro版則于9月4日发售，后者与Pixel 9 Pro Fold同时发售。
此外，谷歌也在马来西亚正式发布了Pixel 9系列。这标志着谷歌Pixel系列智能手机自2016年品牌创立以来首次在马来西亚上市。進入馬來西亞的新产品系列包括Pixel 9、Pixel 9 Pro 和Pixel 9 Pro XL。

## 規格

### 顔色
| Pixel 9                                  | Pixel 9                                   | Pixel 9                                   | Pixel 9                                   |                                               | Pixel 9 Pro與9 Pro XL                        | Pixel 9 Pro與9 Pro XL                        | Pixel 9 Pro與9 Pro XL                         | Pixel 9 Pro與9 Pro XL |
| Diagram of a Pixel 9 smartphone in pink. | Diagram of a Pixel 9 smartphone in green. | Diagram of a Pixel 9 smartphone in white. | Diagram of a Pixel 9 smartphone in black. | Diagram of a Pixel 9 Pro smartphone in white. | Diagram of a Pixel 9 Pro smartphone in pink. | Diagram of a Pixel 9 Pro smartphone in gray. | Diagram of a Pixel 9 Pro smartphone in black. |                       |
| 莓果粉                                   | 嫩芽綠                                    | 陶瓷米                                    | 曜石黑                                    | 陶瓷米                                        | 石英粉                                       | 霧灰色                                       | 曜石黑                                        |                       |

### 設計

#### Pixel 9
Pixel 9配备6.3英寸OLED显示屏，分辨率为1,080×2424像素，刷新率为60Hz至120Hz。屏幕的局部亮度为1,800尼特，峰值亮度为2700尼特。屏幕还配有康宁大猩猩玻璃Victus 2涂层。
光学系统方面，该设备继续采用双后置摄像头设置，包括一个5,000万像素广角镜头和一个4800万像素超广角镜头。该设备支持高达8倍的超级变焦，让用户即使在远处也能捕捉到细节丰富的图像。
它内置4,700mAh电池，支持45W快速充电，还兼容无线充电。Pixel 9配备12GB RAM，提供128GB和256GB两种存储空间選擇。

### Pixel 9 Pro
Pixel 9 Pro采用6.3英寸LTPO OLED屏幕，带有康宁大猩猩玻璃Victus 2涂层，分辨率高达1280x2856像素，自适应刷新率从1Hz到120Hz。Pixel 9 Pro的摄像头系统升级为三后置，比普通版的多加了一个4800万像素的长焦镜头。主摄像头设置还包括一个5000万像素Octa PD广角摄像头和一个4800万像素Quad PD超广角摄像头。

#### Pixel 9 Pro XL
它采用更大的6.8英寸24位LTPO OLED显示屏，带有康宁大猩猩玻璃Victus 2涂层，分辨率为1344x2992像素。与Pro版本相似，它也采用了Tensor G4 处理器，并配备了相同的三后置摄像头系统，可实现30倍超级变焦。

### 硬件

#### Pixel 9
Pixel 9搭载了谷歌的Tensor G4处理器，搭配Titan M2安全协处理器。

#### Pixel 9 Pro
Pixel 9 Pro配备了 4700mAh 电池，与Pixel 9一样，该设备同时支持45W有线充电，还支持无线充电。

#### Pixel 9 Pro XL
它的电池容量相对较大，为5,060mAh电池。该设备配备16GB RAM，并提供128GB、256GB、512GB和1TB等多种存储容量可供选择。

### 软件
2024年8月，谷歌宣布为其Pixel 9系列推出一款名为“Pixel 截圖”的全新人工智能驱动型应用程序，允许用户保存、整理和恢复屏幕截图中的信息。
该功能使用谷歌设备上的Gemini Nano AI模型来分析屏幕截图的内容，使其成为可搜索的内容，并重新显示出来。